# Monte Morefreddo
Il Monte Morefreddo (2.769 m s.l.m.) è una vetta della Catena Bucie-Grand Queyron-Orsiera nelle Alpi Cozie in provincia di Torino.

## Caratteristiche
La montagna si trova tra la Val Troncea (laterale della Val Chisone) e la Val Germanasca ed interessa i comuni di Pragelato e di Massello. Si colloca lungo la cresta che dal Monte Albergian conduce al Bric Ghinivert.

## Salita alla vetta
Si può salire sulla vetta partendo da Pattemouche, frazione di Pragelato collocata all'imbocco della Val Troncea. Dapprima si risalgono gli impianti sciistici che conducono alla Conca del Sole e poi continuando per pascoli si arriva alla vetta dove si trovano i resti di alcune costruzioni militari.

### Cartografia
- Cartografia ufficiale italiana dell'Istituto Geografico Militare (IGM) in scala 1:25.000 e 1:100.000, consultabile on line
- 5 - Val Germanasca e Val Chisone, scala 1:25.000, ed. Fraternali
- 1 - Valli di Susa, Chisone e Germanasca, scala 1:50.000, ed. IGC - Istituto Geografico Centrale